# Hunter Biden

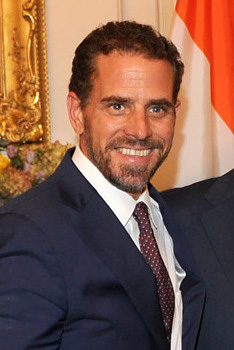
Hunter Biden (2014)

Robert Hunter Biden (* 4. Februar 1970 in Wilmington, Delaware) ist ein US-amerikanischer Rechtsanwalt und Wirtschaftslobbyist. Er ist der zweite Sohn des 46. US-Präsidenten Joe Biden und dessen erster Ehefrau Neilia Hunter Biden.

## Leben

### Werdegang
Biden wurde 1970 als Kind von Joe Biden und dessen erster Ehefrau Neilia in Wilmington, Delaware geboren. Er erhielt den Geburtsnamen seiner Mutter als zweiten Vornamen. Bei einem Autounfall mit einem Lastwagen im Dezember 1972 starben seine Mutter und seine kleine Schwester Naomi im Baby-Alter. Der zweijährige Hunter trug eine Schädelfraktur und sein älterer Bruder Beau ein gebrochenes Bein davon.
Nach seinem Bachelor-Abschluss an der Georgetown University absolvierte Biden das Juris-Doctor-Programm der Yale Law School. Zunächst war Biden als Unternehmer und später als Manager in der Finanzbranche tätig. Unter anderem gründete er mit seinem Onkel James Biden und dem Offshore-Banking-Experten Allen Stanford den Hedgefonds PARADIGM Global Advisors. Bill Clinton ernannte Biden 1998 zum Direktor für E-Commerce-Politikangelegenheiten im Handelsministerium der Vereinigten Staaten. 2001 wechselte Biden als Lobbyist in eine von ihm mitbegründete Firma. 2008 gab er den Posten auf, als sein Vater an der Seite Obamas in den Wahlkampf eintrat. Im Jahr 2006 wurde Biden auf Vorschlag George W. Bushs und bestätigt durch den US-Senat in das Board of Directors des Bahnunternehmens Amtrak aufgenommen, schied jedoch bereits 2009 wieder aus. Darüber hinaus ist Biden als Rechtsanwalt bei der New Yorker Großkanzlei Boies, Schiller & Flexner beschäftigt.

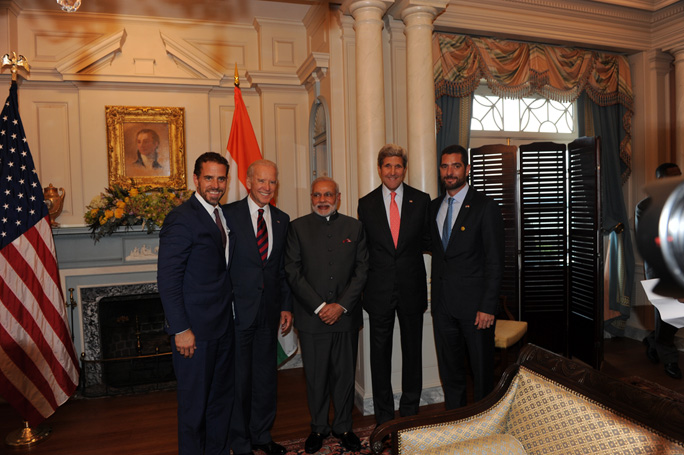
Hunter Biden, Joe Biden, Narendra Modi, John Kerry und Christopher Heinz, 2014

2009 gründete er mit Devon Archer und Christopher Heinz, dem Stiefsohn von John Kerry, die Investmentfirma Rosemont Seneca Partners. Biden sitzt in den Aufsichtsräten mehrerer Organisationen wie dem Truman National Security Project, das sich um Führungskräfte im Bereich der nationalen Sicherheit bemüht. Zudem ist er Assistenzprofessor an der School of Foreign Service an der Georgetown University und ist Mitglied verschiedener Denkfabriken und Nichtregierungsorganisationen; unter anderem war er Vorsitzender des US-Ablegers des Welternährungsprogramms der Vereinten Nationen.

### Familienleben
Biden heiratete 1993 Kathleen Buhle und bekam mit ihr drei Töchter (* 1993, * 2000, * 2001). Das Paar trennte sich 2015 und wurde 2017 geschieden. 2016 begann er eine Beziehung mit Hallie, der Witwe seines kurz zuvor verstorbenen Bruders Beau. In der Beziehung mit der Stripperin Lunden Alexis Roberts (* 1991) wurde er im August 2018 Vater einer Tochter. Seit Mai 2019 ist er mit der Südafrikanerin Melissa Cohen verheiratet; im März 2020 wurden sie Eltern eines Sohnes. Das Paar lebt in den Hollywood Hills. Durch seine älteste Tochter Naomi wurde er im Januar 2025 Großvater eines Enkels.

## Funktionen und Kontroversen
Mit 43 Jahren wollte Hunter in die US-Marine eintreten und legte dafür vor seinem Vater, dem damaligen Vizepräsidenten der USA, in einer Zeremonie im Weißen Haus seinen Amtseid ab. An seinem ersten Tag auf dem Marinestützpunkt wurde Biden positiv auf Kokain getestet und als Direct Commission Officer der US-Marine entlassen. Er gab eine Alkohol- und Kokainabhängigkeit zu. Das Alkohol- und Drogenproblem begleitete ihn die folgenden Jahre, verstärkte sich wohl noch nach dem Tod seines Bruders Beau an einem Hirntumor 2015 und führte zu mehreren Aufenthalten in Rehabilitationseinrichtungen. Es war auch einer der Gründe für das Ende seiner 24-jährigen Ehe 2017.
Ab 2014 saß Hunter Biden im Aufsichtsrat von Burisma, dem größten privaten Gasproduzenten in der Ukraine. Die Ernennung des Sohnes des damaligen US-Vizepräsidenten Joe Biden in den Vorstand von Burisma sorgte für Aufsehen. Diese Ernennung wurde durch die russische Staatsführung (die im Frühjahr 2014 eine internationale Krise in der Ukraine hervorgerufen hatte) kritisiert, die der US-Regierung und damit auch Bidens Vater vorwarf, Drahtzieher der politischen Verwerfungen in der Ukraine zu sein. Eine republikanernahe Publikation sprach den Verdacht aus, die ukrainische Firma könne mit der Berufung von Biden Jr. versuchen, sich eine bevorzugte Behandlung durch die US-Regierung zu verschaffen. In einem Blogbeitrag versammelte Adam Taylor etliche Stimmen, wonach die Personalie die diplomatischen Bemühungen der US-Regierung zur Lösung des Konflikts in der Ukraine gefährdeten. Hunter Bidens Ernennung bei Burisma erhielt erneute Aufmerksamkeit, als Präsident Donald Trump im Vorwahlkampf für die Präsidentschaftswahl 2020 im Sommer 2019 daraus Anzeichen von Korruption seines möglichen demokratischen Konkurrenten Joe Biden ableitete und die ukrainische Regierung unter Druck setzte, entsprechende Untersuchungen zu dessen Belastung einzuleiten (siehe auch Ukraine-Affäre).
Im Dezember 2020 wurde publik, dass seit 2018 gegen Hunter Biden wegen Steuervergehen wegen ausländischer Einkünfte ermittelt wird – also ein Jahr, bevor sein Vater die Präsidentschaftskandidatur verkündete. Justizminister William Barr wusste um die zwei Bundesuntersuchungen in Delaware und Manhattan und hatte die Informationen darüber im Wahlkampf bewusst zurückgehalten, da die Richtlinien des Justizministeriums es verbieten, im Vorfeld einer Wahl offenkundige Maßnahmen zu ergreifen, um nicht den Eindruck zu erwecken, dass sie das Ergebnis beeinflussen; zudem werden Untersuchungen normalerweise nicht vor der Anklageerhebung bekannt gemacht. Barr verweigerte auch den Republikanern im Kongress Auskunft darüber. Zwei Ausschüsse des US-Senats für Finanzen und Heimatschutz unter republikanischer Leitung untersuchten Bidens Geschäftsgebaren in China und der Ukraine und veröffentlichten dazu 2020 einen Bericht. Der Bericht stellte kein Fehlverhalten des damaligen Vizepräsidenten Joe Biden fest. Er wurde wenige Wochen vor der Präsidentschaftswahl im November 2020, in der Joe Biden einer der Hauptkandidaten war, veröffentlicht. Der Bericht wurde als politisches Manöver der Republikaner betrachtet.
Publik wurden im Jahr 2022 Geschäftsbeziehungen von Hunter Biden mit CEFC China Energy; Aspekte der finanziellen Vereinbarung von Hunter Biden mit CEFC China Energy wurden bereits zuvor gemeldet und in einen Senatsbericht aus dem Jahr 2020 bekannt gemacht. Das chinesische Energiekonglomerat und seine Führungskräfte sollen 4,8 Millionen US-Dollar an Unternehmen gezahlt haben, die von Hunter Biden und seinem Onkel James Biden kontrolliert wurden, Biden erhielt einen zusätzlichen Vorschuss von 1 Million US-Dollar, der im Rahmen einer Vereinbarung zur Vertretung von Patrick Ho ausgestellt wurde, einem CEFC Angehörigen, der später in den Vereinigten Staaten im Zusammenhang mit einem Multimillionen-Dollar-Programm zur Bestechung von Führern aus dem Tschad und Uganda angeklagt wurde. Im Juni 2023 warf ihm die zuständige Staatsanwaltschaft in Delaware vor, auf Bundesebene fällige Einkommensteuer in Höhe von jeweils mehr als 100.000 US-Dollar in den Jahren 2017 und 2018 nicht rechtzeitig gezahlt zu haben. Im August 2023 entschied US-Justizminister Merrick B. Garland, dem Ermittler David C. Weiss Sonderbefugnisse zur Untersuchung zuteilwerden zu lassen und ihn daher dafür notwendigerweise zum Sonderermittler zu ernennen.

### Anklage und Verurteilung wegen Verstoßes gegen Waffengesetze
Im Oktober 2018, zwei Monate nach dem Ende einer Entziehungskur, kaufte Biden bei einem lizenzierten Waffenhändler einen Colt Cobra 38SPL Revolver. Nach Informationen der New York Times äußerte er damals gegenüber einem Freund der Familie, dass er wisse, dass „alle dächten, dass der falsche Bruder gestorben sei“. Hallie Biden, die Witwe seines Bruders, fand den Revolver kurze Zeit später und entsorgte ihn in einer Mülltonne, aus Sorge, dass er suizidgefährdet sei. Am 14. September 2023 wurde Hunter Biden wegen Verstoßes gegen Waffengesetze angeklagt. Auf dem beim Kauf auszufüllenden Formular hatte er nach Darstellung der Anklageschrift wahrheitswidrig erklärt, er sei nicht im Besitz von Drogen oder drogenabhängig. Am 11. Juni 2024 sprach die Geschworenenjury ihn in allen drei Anklagepunkten schuldig.

### Anklage wegen Steuerhinterziehung 2023
Am 7. Dezember 2023 wurde Hunter Biden vor dem United States District Court für den Central District von Kalifornien wegen vermuteter Steuerhinterziehung in Höhe von 1,4 Millionen US-Dollar in den Jahren 2016–19 angeklagt. Die nicht deklarierten Einnahmen in Höhe von mehr als 7 Millionen US-Dollar stammten laut Anklageschrift aus Bidens Geschäftsbeziehungen mit dem chinesischen Energie-Konglomerat CEFC China Energy, dem ukrainischen Energieunternehmen Burisma Holdings und relativ undurchsichtigen Geschäftsbeziehungen nach Rumänien.
In der Anklageschrift wurde auch dargelegt, wie Biden das Geld ausgegeben hatte. Er hatte das Leben eines Playboys geführt und in den Jahren 2016 bis 2019 jährlich mehr als eine Million US-Dollar für seine privaten Bedürfnisse ausgegeben. Er hatte in zahlreichen teuren Hotels genächtigt, in denen er fast konstant Partys mit Alkohol- und Drogenexzessen gefeiert habe. Seine Ausgaben in den Jahren 2016 bis 2019 wurden in der Anklageschrift auf 683.000 US-Dollar für „Zahlungen an verschiedene Frauen“, 188.960 US-Dollar für „adult entertainment“ (Nachtclubs etc., darunter 10.000 US-Dollar für die Mitgliedschaft in einem Sexclub und 27.316 US-Dollar für eine Online-Pornographie-Seite), 397.530 US-Dollar für Kleidung und Accessoires sowie 237.496 US-Dollar für Gesundheit, Medizinprodukte, Medikamente beziffert.
Gegenüber den Steuerbehörden habe Biden Ausgaben für Geschäftsreisen, Büros etc. geltend gemacht, die es in Wirklichkeit nicht gegeben habe. Die Anklage bezog sich auch auf Aussagen in Bidens Autobiographie Beautiful Things, in der er geschrieben hatte, dass das Jahr 2018 von „Crack-Kokain-Gebrauch 24 Stunden am Tag und Rauchen alle 15 Minuten, sieben Tage die Woche“ dominiert gewesen sei. Er hatte sich laut Autobiographie ab April 2018 einige Monate lang „mit Dieben, Junkies, Kleinhändlern, gealterten Stripperinnen, Betrügern und allen möglichen Mitläufern“ umgeben. Den Steuerbehörden gegenüber hatte er dagegen für das Jahr 2018 388.810 US-Dollar Kosten für Geschäftsreisen geltend gemacht.
In einem Kommentar meinte der Rechtsexperte und Professor für Steuerrecht an der Syracuse University Robert Nassau, dass eine strafrechtliche und nicht zivilrechtliche Anklage wegen Steuervergehen wie im Falle Hunter Bidens eine ausgesprochene Seltenheit sei. Selbst bei sehr viel größeren Summen seien Zivilverfahren üblich. Die im Falle Hunter Bidens zugrundegelegten Statuten seien sehr breit und könnten theoretisch auf Millionen von Personen, die fehlerhafte Steuererklärungen abgäben, angewandt werden. Kevin McMunigal, ein anderer Rechtsprofessor von der Case Western Reserve University, spekulierte, dass der in Hunter Bidens Autobiographie dargelegte Lebensstil mit dazu beigetragen habe, die Angelegenheit als Strafverfahren zu behandeln. Es sei eben etwas anderes, ob jemand Steuern hinterziehe, um die kostspielige medizinische Behandlung eines Familienangehörigen finanzieren zu können, oder ob er das Geld „für Champagner und Drogen verpulvere“. Am 5. September 2024 bekannte sich Hunter Biden wegen mehrerer Steuervergehen schuldig. Erstmals wurde ein Kind eines amtierenden Präsidenten auf Bundesebene verurteilt.

### Begnadigung durch den Präsidenten
Eine Begnadigung seines Sohnes hatte Joe Biden vor und während seiner Präsidentschaft zunächst abgelehnt. Noch ehe nach seinem Schuldbekenntnis ein Strafmaß verkündet werden konnte, begnadigte im Dezember 2024 der Vater als Präsident seinen Sohn kurz vor dem Ende seiner Amtszeit. Obwohl Hunter Biden vor Gericht die Vorwürfe größtenteils selbst eingeräumt und ein Geständnis abgelegt hatte, begründete Joe Biden die Begnadigung damit, dass sein Sohn „auf ungerechte Weise vor Gericht gestellt wurde“.

„Keine vernünftige Person, die sich die Fakten in Hunters Fällen ansieht, kann zu einem anderen Schluss kommen, als dass Hunter nur deshalb herausgegriffen wurde, weil er mein Sohn ist.“

Mitte Dezember 2024 bekannte sich der russischstämmige FBI-Informant Alexander Smirnov schuldig, die Justiz behindert zu haben, indem er im Zusammenhang mit Hunter Bidens Ernennung in den Aufsichtsrat des Burisma-Konzerns falsche und schädliche Informationen über den Präsidenten und seinen Sohn verbreitet habe, was Untersuchungen der Republikaner im Unterhaus ausgelöst hatte. Diese falschen Behauptungen, die Bidens hätten vom Energiekonzern Burisma fünf Millionen Dollar erhalten, sind bis heute unter Anhängern der Republikaner im Internet im Umlauf.

## Veröffentlichungen
- Beautiful Things. Gallery Books, New York City 2021, ISBN 978-1-982151-11-9.

## Kunst
Hunter Biden produzierte mehrere Kunstwerke, die für hohe Summen verkauft wurden, so wurden 1,3 Millionen US-Dollar (1,22 Mio. Euro) erzielt. Es gab Medienberichte, dass einer der Käufer möglicherweise im Zusammenhang damit durch Präsident Joe Biden für ein hohes Amt nominiert wurde.